# Torilis tenella
Torilis tenella är en växtart i släktet rödkörvlar och familjen flockblommiga växter. Den beskrevs av Alire Raffeneau Delile och fick sitt nu gällande namn av Heinrich Gottlieb Ludwig Reichenbach.

## Utbredning
Arten förekommer från östra Medelhavsområdet till västra och sydvästra Iran.